# 聞こえる (中村中のアルバム)
『聞こえる』（きこえる）は、中村中の5枚目のオリジナル・アルバム。

## 概要
オリジナル・アルバムとしては、前作｢少年少女｣から1年7ヶ月ぶり。東日本大震災をうけて、中村は一度力を抜くこと＝｢脱力｣というキーワードを漠然と思い浮かべていたという。アルバムタイトルは、アルバムの最終トラックである｢闇のまん中｣から取ったものである。アルバムのジャケットはデザイナーの東學が担当している。

## 収録曲
| 全作詞・作曲: 中村中、全編曲: 中村中、笹路正徳 / ストリングス: 笹路正徳。 |                          |        |            |      |
| #                                                                         | タイトル                 | 作詞   | 作曲・編曲 | 時間 |
| 1.                                                                        | 「タイムカプセル」       | 中村中 | 中村中     | 4:38 |
| 2.                                                                        | 「DONE! DONE!」          | 中村中 | 中村中     | 4:27 |
| 3.                                                                        | 「翼を持った少年」       | 中村中 | 中村中     | 4:56 |
| 4.                                                                        | 「平熱」                 | 中村中 | 中村中     | 6:12 |
| 5.                                                                        | 「風船女PART2」          | 中村中 | 中村中     | 3:32 |
| 6.                                                                        | 「見世物小屋から」       | 中村中 | 中村中     | 4:18 |
| 7.                                                                        | 「またあした」           | 中村中 | 中村中     | 4:53 |
| 8.                                                                        | 「脱力しようヨ」         | 中村中 | 中村中     | 5:19 |
| 9.                                                                        | 「世界が燃え尽きるまで」 | 中村中 | 中村中     | 3:59 |
| 10.                                                                       | 「～時の方舟～」         | 中村中 | 中村中     | 1:54 |
| 11.                                                                       | 「闇のまん中」           | 中村中 | 中村中     | 7:05 |
| 合計時間:                                                                 | 合計時間:                | 51:13  |            |      |